# 도쿄 더비 (축구)
도쿄 더비(Toky Derby) 일본의 수도 도쿄를 연고지로 하는 여러 축구 클럽들의 지역 더비 경기를 가리키 클럽들간의 경기이다.
J리그 소속의 도쿄 베르디와 FC 도쿄와의 경기를 대표 도쿄 더비로 지칭하며 그 외에 도쿄 베르디와 FC 마치다 젤비아와의 경기는 도쿄 클래식이라 칭한다. 그 외 도쿄 더비들이 있다.

## 도쿄 더비
도쿄 베르디와 FC 도쿄과의 더비이다.

## 도쿄 클래식
도쿄 베르디와 FC 마치다 젤비아와의 더비이다.

## 같이 보기
- 도쿄도의 축구